# آرون افلالو
آرون افلالو (انگلیسی: Arron Afflalo؛ زادهٔ ۱۵ اکتبر ۱۹۸۵) بازیکن بسکتبال اهل ایالات متحده آمریکا است.

## حرفه
از باشگاه‌هایی که در آن بازی کرده‌است می‌توان به پورتلند تریل بلیزرز، اورلندو مجیک، دنور ناگتس، بسکتبال مردان یوسی‌ال‌ای برونز، نیویورک نیکس، و دیترویت پیستونز اشاره کرد.